# リンツ
リンツ（Linz  発音、Linz an der Donau）は、オーストリアの都市。オーバーエスターライヒ州の州都。人口は約20万人。ウィーン、グラーツに続くオーストリア第3の都市である。2009年の欧州文化首都に選ばれている。世界で最も古いケーキとも言われるリンツァートルテ発祥の地としても有名である。

## 地勢・産業
ドナウ川沿いに位置する商工業都市。近隣の都市としては、約70キロ北西にドイツのパッサウ、150キロ東にウィーンが位置している。

## 歴史
古代ローマ帝国によって設けられた砦がリンツの起源である。8世紀末にLinzeという名称が史料に現れる。13世紀に都市特権を得た。15世紀には神聖ローマ皇帝フリードリヒ3世の居城がおかれた。18世紀後半に司教座がおかれ、学問・芸術の中心地として発展していった。1882年にドイツ系民族主義運動の綱領が発表され、1926年にオーストリア社会民主党党大会が開催された地として知られている（リンツ綱領 (1926年) 参照）。
1938年3月12日、ドイツ国防軍とアドルフ・ヒトラーはリンツ市内に進出。前日に首相に就任したアルトゥル・ザイス＝インクヴァルトが市の公会堂で出迎えて会談を行った。翌3月13日、ヒトラーはオーストリアを合併する総統令を発出。事実上、リンツを舞台としてドイツによるオーストリア併合（アンシュルス）が決定した。
第二次世界大戦中のナチス統治時代には、ヒトラーの故郷に近かったことから、巨大な美術館を建設する計画などがあったとされる。また、ヒトラーは大戦勝利後にリンツの街を都市改造し、「ヒトラポリス」に改名する計画を建てており、巨大なリンツの模型を作らせて総統地下壕でも飽かずに見ていたという。第二次世界大戦後はウィーンとドイツのミュンヘンをつなぐ結節点として、工業が飛躍的に発展を遂げる。

## 文化
郊外に建てられたザンクト・フローリアン修道院が有名である。教会のパイプオルガンの下には、アントン・ブルックナーが埋葬されている。モーツァルトも一時期居住し、市内にモーツァルトハウスとして旧宅が残る。
現代のリンツは現代芸術の振興に特に力を注いでいる。毎年開かれる世界的なメディアアートの祭典アルス・エレクトロニカの活動拠点アルス・エレクトロニカ・センター (Ars Electronica Center) にはミュージアム、ラボ等が設置されている。また、ドナウ河岸には現代美術館レントス (LENTOS) があり、アルス・エレクトロニカ・センターとともにリンツの芸術文化活動の中核的存在となっている。
演劇活動の盛んな街としても知られており、こうした先鋭的、総合的な芸術文化活動が評価されて、2009年にはグラーツに次いでオーストリアで2番目の欧州文化首都に選定された。
街の中心の小高い丘にはリンツ城があり、城内はオーバーエスターライヒ州立博物館の一部として公開されている。

### 文化施設
- アルス・エレクトロニカ・センター (Ars Electronica Center) - アルス・エレクトロニカの主会場。ミュージアム、ラボ、メディアテークが設置されている。
- レントス (LENTOS) - ドナウ河岸にある現代美術館。ココシュカやクリムトらウィーン分離派の絵画も収蔵。
- オーバーエスタライヒ州立博物館 (Oberösterreichische Landesmuseen) - リンツ城博物館、絵画館、植物園からなる総合博物館。
- ブルックナーハウス (Brucknerhaus) - ブルックナーを記念して名づけられたコンサートホール・会議場。
- アントン・ブルックナー私立大学 - 演劇・音楽・舞踏のための大学。
- リンツ芸術大学。
- ヨハネス・ケプラー リンツ大学[3]。
- リンツ・ブルックナー管弦楽団 - 本拠地がリンツにある。
- オルフェオ・バロック管弦楽団 - 番に本拠地がある。

## スポーツ

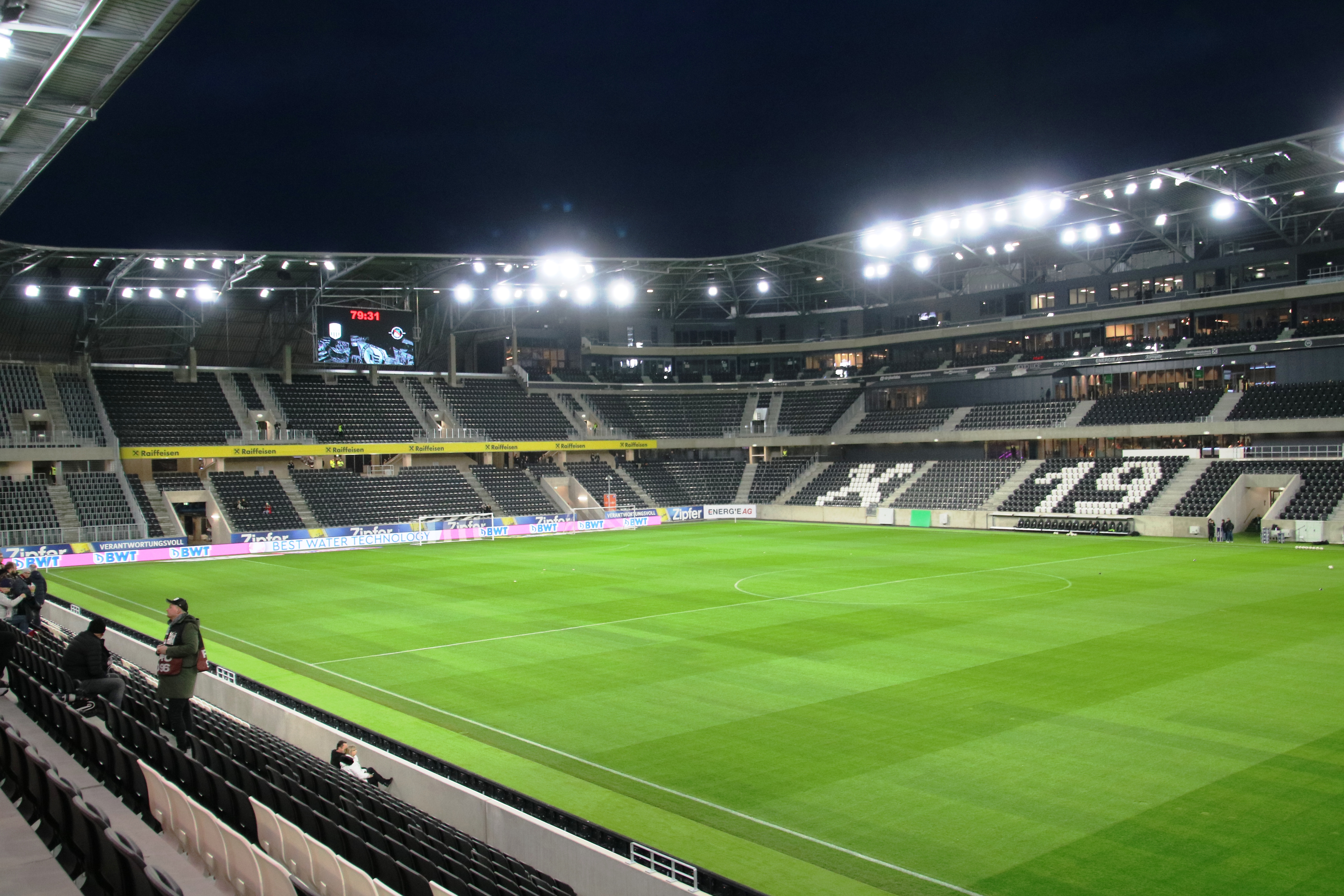
LASKリンツのホームスタジアムであるライファイゼン・アレーナ

- EHCブラックウィングス・リンツ - リンツを本拠地とするオーストリア・アイスホッケーリーガのチーム。
- LASKリンツ - リンツを本拠地とするサッカークラブチーム。

## 交通
- リンツ空港
- リンツ中央駅
- リンツ市電

## リンツ出身の人物
- フェルディナント2世 - オーストリア大公。三十年戦争勃発時の同名の神聖ローマ皇帝は彼の甥である。
- アウグスト・クビツェク -　指揮者。少年から青年に至る時期のヒトラーを知る殆ど唯一人の人物であり、その交流を詳細に記した 『The Young Hitler I Knew』(1955)を著した。
- フランツ・ウェルザー＝メスト - 現在のオーストリアを代表する指揮者。2010年より2014年までウィーン国立歌劇場の音楽監督を務めた。
- クリスティーナ・ストゥーマー (Christina Stürmer) - ロック歌手。リンツ郊外アルテンベルクの出身。
- ヴェルナー・ラトマイヤー - スキージャンプ選手。1991年12月14日札幌でノーマルヒルで98mのバッケンレコードを記録した。
- フェラ・リシュカ - 女子水泳選手。オーストリアの国内大会における優勝30回、アトランタで開催された第26回夏季オリンピックに出場。
- ポール・ハスリンジャー - 作曲家。元タンジェリン・ドリームメンバー。映画音楽、テレビドラマ音楽、ゲーム音楽を手がける。映画『アンダーワールドシリーズ』などで有名。現在はロサンゼルス在住。
- ビルギット・ミニヒマイアー - 女優。第59回ベルリン国際映画祭でミシェル・ファイファーやレネー・ゼルウィガーを抑えて主演女優賞を獲得した。
- シビル・バンマー - 女子プロテニス選手。2008年の北京五輪に出場した。
- アンドレアス・ウルマー - サッカー選手。2009年よりオーストリア・ブンデスリーガ・レッドブル・ザルツブルクに所属。
- フロリアン・クライン - サッカー選手。2014年よりブンデスリーガ・VfBシュトゥットガルトに所属
- ハインツ・リンドナー - サッカー選手。2015年よりブンデスリーガ・アイントラハト・フランクフルトに所属
- マテオ・コヴァチッチ - サッカー選手。2015年よりリーガ・エスパニョーラ・レアル・マドリードに所属。
- ミヒャエル・ハイボック - スキージャンプ選手。
- ジョン・コバール - 写真史家

## 姉妹都市
| - リンシェーピング、スウェーデン - ノルショーピン、スウェーデン - シャルロッテンブルク＝ヴィルマースドルフ区、ドイツ - ハレ (ザーレ)、ドイツ - リンツ・アム・ライン、ドイツ - チェスキー・ブジェヨヴィツェ、チェコ - 成都、中華人民共和国 - ガベス、チュニジア | - カンザスシティ、アメリカ合衆国 - 光陽市、大韓民国 - モデナ、イタリア - ニジニ・ノヴゴロド、ロシア - サン・カルロス、ニカラグア - ザポリッジャ、ウクライナ - タンペレ、フィンランド - 那須塩原市、日本 |

- 1840年のリンツ
- リンツ中央駅
- リンツ新大聖堂
- リンツ城（州立博物館）
- 夕べのドナウ河岸
- ライトアップされた
アルス・エレクトロニカ・センター
- ライトアップされたLENTOS
- ライトアップされた
ブルックナーハウス